# Hans-Joachim Stelzl
Hans-Joachim Stelzl (* 1945) ist ein deutscher Verwaltungsjurist. Er war von 2006 bis 2010 Direktor beim Deutschen Bundestag.

## Biographie
Stelzl studierte Jura und promovierte 1973 an der Universität Bielefeld zum Thema Das Recht der Galerien. Er war seit 1974 bis 1976 Wissenschaftlicher Mitarbeiter des Deutschen Bundestages in Bonn. Weitere Tätigkeiten in der Bundestagsverwaltung folgten, darunter 1992 bis 1996 Leiter der Verwaltung der CDU/CSU-Bundestagsfraktion und zuletzt Abteilungsleiter Zentrale Dienste und stv. Direktor. Stelzl war in der Nachfolge Wolfgang Zehs dann vom 1. Mai 2006 bis 31. Juli 2010 Direktor beim Deutschen Bundestag in Berlin, seit 2008 mit der Amtsbezeichnung Staatssekretär.

## Politik
Vor Beginn seiner Tätigkeit bei der Bundestagsverwaltung war er Vorsitzender des CSU-Ortsverbandes München-Ramersdorf sowie stellvertretender Vorsitzender des CSU-Kreisverbandes München-Ost und auch Kreisgeschäftsführer. Von 1997 bis 2009 war er Vorsitzender der „Vereinigung der Freunde der CSU“, zunächst in Bonn, nach dem Parlamentsumzug dann in Berlin.

## Ehrungen
- Träger des Verdienstkreuzes 1. Klasse des Verdienstordens der Bundesrepublik Deutschland
- „Vereinigung der Freunde der CSU“, Ehrenvorsitzender